# Pohyŏn sa
Pohyŏn sa (Klasztor Samantabhadry, 보현사) – koreański klasztor buddyjski znajdujący się w Korei Północnej, Skarb Narodowy nr 40.

## Historia klasztoru
Klasztor został wybudowany w 1024 roku w górach Myohyang. Znajduje się w powiecie Hyangsan prowincji P'yŏngan Północny w Korei Północnej. Klasztor stał się znany i rozwinął się do jednego z największych centrów buddyzmu w północnej Korei. Stał się miejscem pielgrzymek.
Podczas inwazji japońskiej na Koreę w latach 1592-1598 klasztor ten był jednym z głównych miejsc oporu mnichów zwołanych przez Sŏsana Taesę. To było jego ostatnie miejsce pobytu - zmarł w tym klasztorze w 1604 roku. Podczas tej wojny klasztor otrzymał zadanie ochrony kopii Chonju czterech Roczników z historii dynastii Ri (Chosŏn). Teksty zostały ukryte w pustelni klasztoru Puryong. Jedynie ta kopia przetrwała wojnę.
Na początku XX wieku klasztor był w bardzo trudnej sytuacji. W ramach tępienia buddyzmu zabrano mu wszystkie ziemie, które pozwalały na jego utrzymanie. Mnisi składali petycje do władz o zwrot ziem, na co władze odpowiedziały zwiększeniem podatków, zarówno od klasztoru, jak i okolicznych rolników (1907 rok). Sfrustrowany ówczesny opat klasztoru Pak Pobong zwrócił się nawet do japońskiej policji, ale bez reakcji z ich strony. Ponieważ usłyszał, że kapłani ōtani-ha (Jōdo-shinshū) są bardzo wpływowi politycznie, zwrócił się do ich misjonarza Inami Senshō, który obiecał rozwiązać konflikt, ale klasztor będzie filią ōtani-ha. Sytuacja nie zmieniła się, a sam Inami był nieuchwytny. Władze koreańskie uznały, że działania Pobonga były nielegalne i opat został uwięziony. Wtedy misjonarz szkoły rinzai Taikō Furukawa (1871–1988) użył swoich politycznych znajomości aby Pobonga zwolnionić z aresztu. Natomiast Furukawa został dyrektorem klasztoru, przez co Pohyŏn stał pierwszym filialnym klasztorem tej szkoły w Korei. Furukawa z sukcesem bronił spraw klasztoru i ostatecznie stał się jednym z tych misjonarzy, którym koreańscy mnisi ufali najbardziej. W październiku 1910 roku (ponad miesiąc od aneksji Korei przez Japonię) został wyznaczony przez Wŏnjong opatem klasztoru. Jednak już w 1911 roku rząd kolonialny poirytowany wcześniejszą petycją Furukawy nie zezwolił Furukawie na objęcie tego stanowiska, a zamiast niego wyznaczył na opata koreańskiego mnicha Pae Yŏnghae. Pobong musiał czekać trzy lata, zanim mógł znowu starać się o to stanowisko i był wybierany pięciokrotnie.
W 1951 roku podczas Wojny koreańskiej cały kompleks klasztorny został zbombardowany przez lotnictwo amerykańskie. Zniszczeniu uległa ponad połowa z jego 24 budynków, w tym główny budynek.
Kilka z nich zostało w późniejszych latach odbudowane.
Klasztor we całości jest Skarbem Narodowym nr 40. Oprócz tego również kilka budynków jest indywidualnie skarbami narodowymi.

## Architektura klasztoru, budynki i obiekty
Klasztor zajmuje rozległy teren. Chociaż większość ważniejszych budynków ulokowanych jest na wzdłuż osi ukierunkowanej na budynek T'aeung, to większość samego środka klasztoru zajmuje duża łąka, która otoczona jest przez różne budynki i pawilony.
Kiedyś do klasztoru wchodziło się przez trzy bramy. Obecnie do klasztoru wchodzi się boczną bramą.
Zewnętrzna brama klasztoru - Chogyemun - została wybudowana w 1644 roku i zawiera dwie statuy Dewów. Obecnie jest zamknięta dla ruchu. Pomiędzy tą bramą a następną - Haetalmun - znajduje się długa, wytyczona liniami drzew ścieżka, przy której znajduje się pamiątkowa stela przedstawiająca historię klasztoru. Można tu natrafić na ślady po odłamkach bomb. Bramą wewnętrzną klasztoru jest Chonwangmun (Brama Czterech Niebiańskich Królów), w której znajdują się ich posągi.
Tuż za bramą Chonwang znajduje się Manse (Pawilon Dziesięciu Tysięcy Lat), który kiedyś był budynkiem medytacyjnym. W 1951 roku został zniszczony przez amerykańską bombę, jednak w 1979 został odbudowany. Zastąpiono wówczas większość drewnianych elementów betonem.
Przed pawilonem Manse stoi dziewięciokondygnacyjna stupa Tabot'ab (Stupa Wielu Skarbów) wzniesiona w 1044 roku. Obecnie jest Narodowym Skarbem nr 7.
Głównym budynkiem klasztoru jest Taeung, który także został zniszczony w czasie Wojny koreańskiej, jednak zrekonstruowano go szczegółowo w 1976 roku. Jest wierną kopią oryginalnego budynku z 1765 roku.
Na dziedzińcu pomiędzy pawilonem Manse i Taeungiem stoi trzynastokondygnacyjna stupa Sokkat'ap (Stupa Śakjamuniego) pochodząca z XIV wieku. Jest Skarbem Narodowym nr 144.
Na prawo od budynku Taeung. za malym ogródkiem, znajduje się budynek Kwanŭm, poświęcony bodhisattwie Awalokiteśwarze. Budynek ten pochodzi z 1449 roku i jest najstarszym
budynkiem w całym klasztornym kompleksie. Jest Narodowym Skarbem nr 57.
Na wschód od budynku Kwanŭm znajduje się budynek Ryongsan.
W północno-wschodnim rogu klasztoru znajduje się kaplica Suchung (Kaplica Nagradzającej Lojalności). Została wybudowana w 1794 roku i poświęcona mnichom, którzy prowadzili oddziały mnichów do walki z najazdem japońskim w okresie 1592-1598. Znajdują się tam portrety trzech słynnych mnichów - m.in. Sŏsana Taesy. Kaplica jest Narodowym Skarbem nr 143.
Na południe od kaplicy, po wschodniej stronie łąki. znajduje się budynek świątynnych archiwów - Ch'anggyong. Jest to współczesna budowla, gdyż oryginalna biblioteka została zniszczona w czasie amerykańskich nalotów w 1951 roku. Przechowywana jest tu Tripitaka koreana, której oryginalne drewniane bloki drukarskie znajdują się w klasztorze Haein.

## Galeria

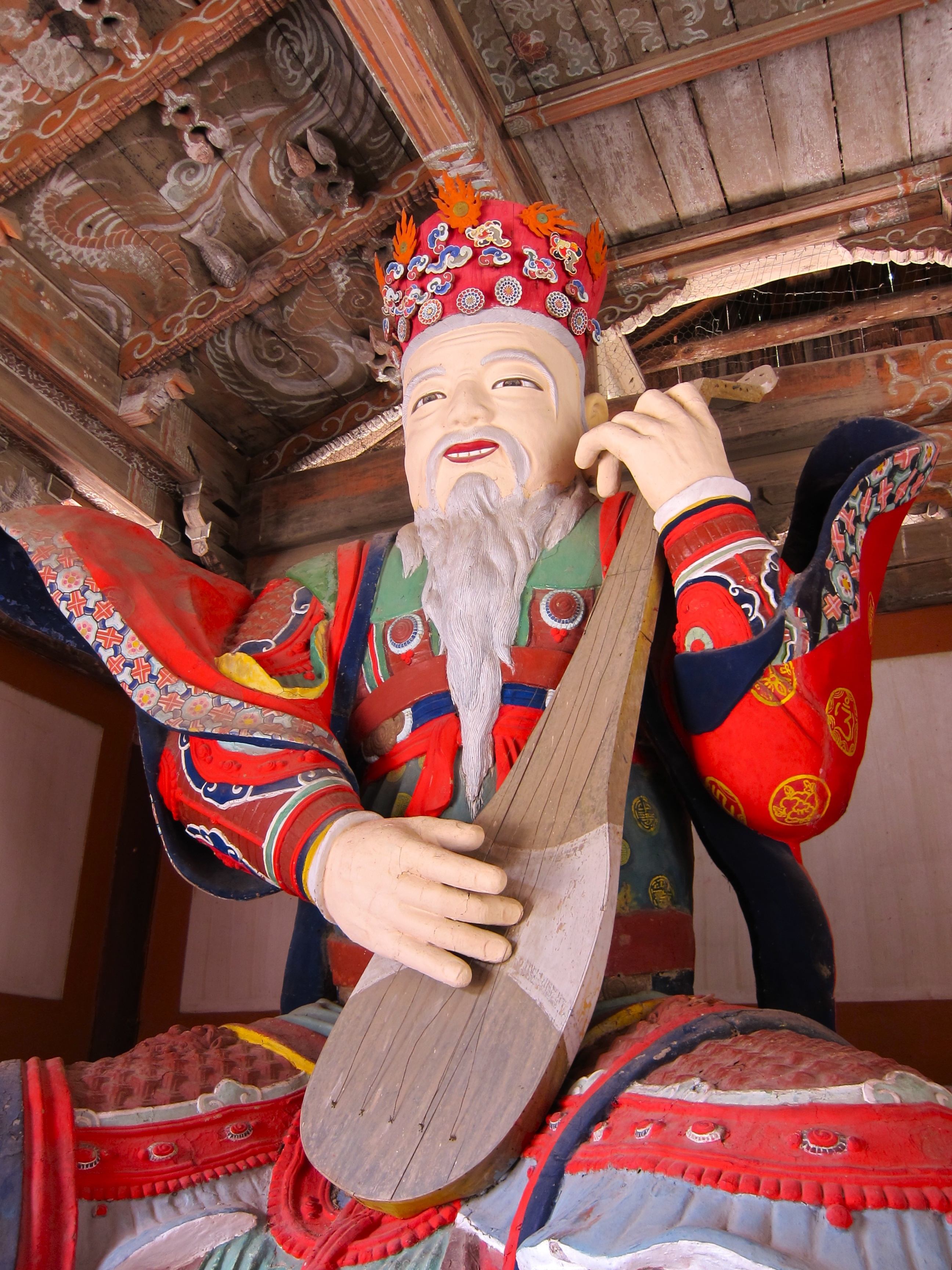
Jeden z Czterech Niebiańskich Królów
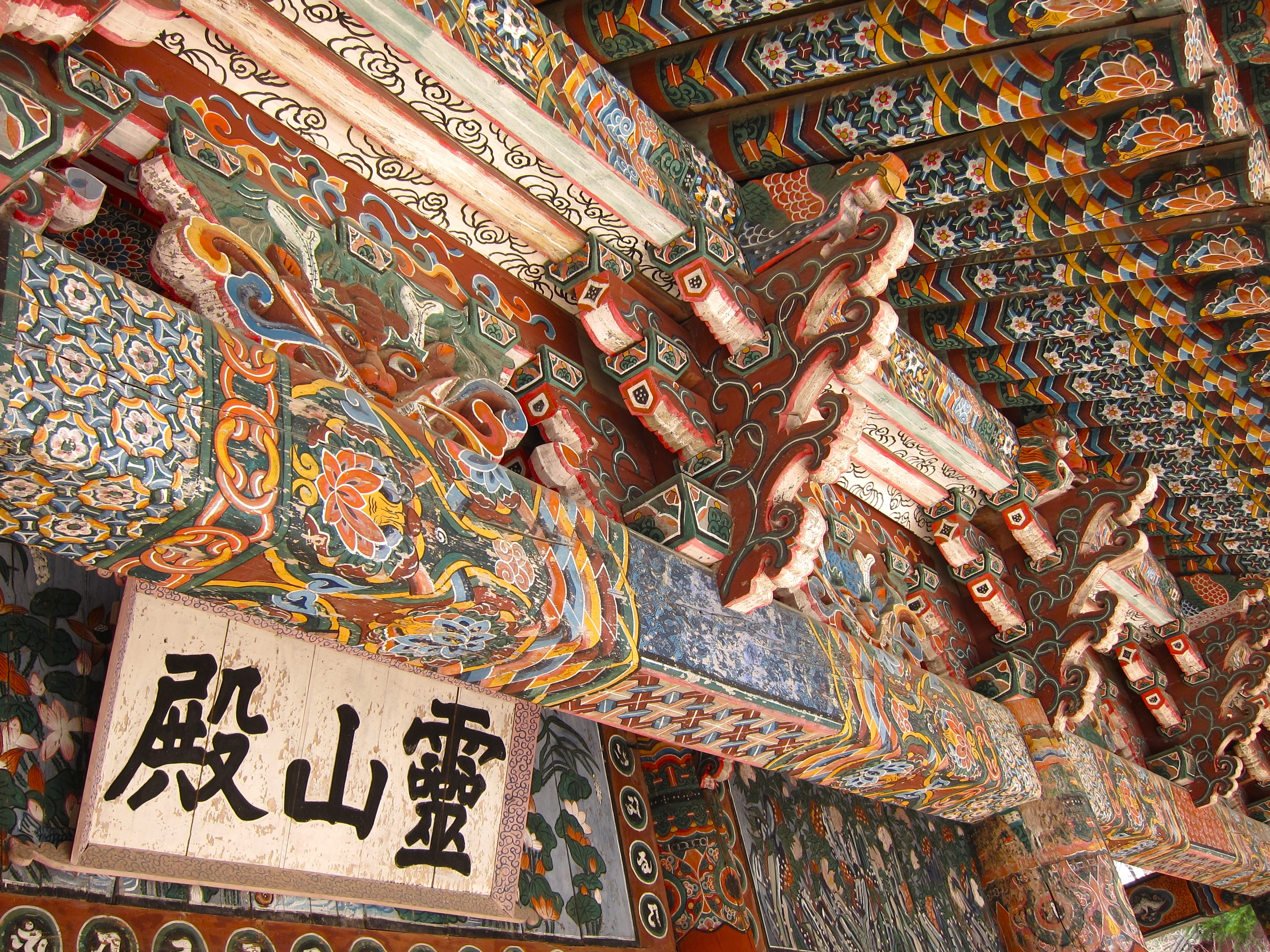
Detal architektoniczny
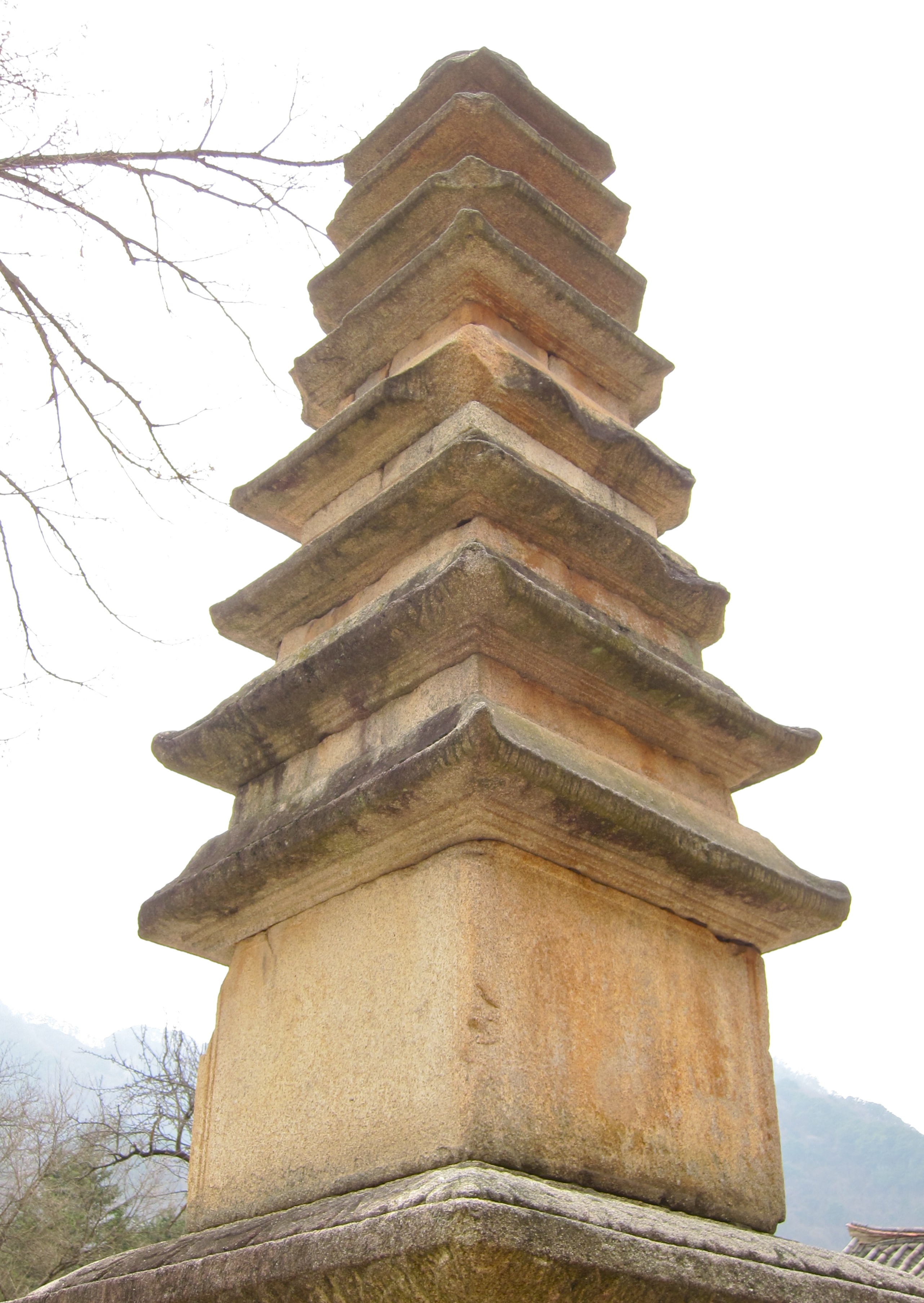
Stupa Tabo